# Coelophysidae
A Coelophysidae egy kezdetleges húsevő dinoszauruszcsalád, amibe többnyire aránylag kis méretű állatok tartoztak, melyek a késő triász és a kora jura időszak idején éltek.
A csoportot elsőként Paul Sereno definiálta 1998-ban, egy kladisztikai elemzés alapján, ide sorolva a Coelophysis bauri és a Procompsognathus triassicus legkésőbbi közös ősét és valamennyi leszármazottját.
A Coelophysidae a Coelophysoidea öregcsaládba tartozik. Korábbi neve „Podokesauridae” volt, melyet 14 évvel korábban alkottak meg (és emiatt normál esetben elsőbbséget élvezne), mára azonban feledésbe merült, mivel a leírásához használt típuspéldány megsemmisült egy tűzvész során, így nem hasonlítható össze az új leletekkel.

## Osztályozás
- Coelophysidae család
  - Gojirasaurus
  - Podokesaurus
  - Pterospondylus
  - Segisaurus
  - Procompsognathus
  - Coelophysinae alcsalád
    - Coelophysis
    - Megapnosaurus (korábbi nevén: Syntarsus)

## Fordítás
- Ez a szócikk részben vagy egészben  a   Coelophysidae című angol Wikipédia-szócikk ezen változatának fordításán alapul.  Az eredeti cikk szerkesztőit annak laptörténete sorolja fel. Ez a jelzés csupán a megfogalmazás eredetét és a szerzői jogokat jelzi, nem szolgál a cikkben szereplő információk forrásmegjelöléseként.